# Park im. Jana Kilińskiego w Łodzi
Park im. Jana Kilińskiego w Łodzi – łódzki park położony w rejonie ulic Kilińskiego i Tymienieckiego.
Teren na którym znajduje się park był położony poniżej grobli stawu młyńskiego Lamus. W 1881 roku Ludwik Grohman rozpoczął tu budowę swojej willi, którą otoczył ogrodem. Ogród jest widoczny na planie miasta z roku 1897. Na jego terenie znajdowały się dwie altany, staw i częściowo odkryty strumień z przerzuconymi nad nim kładkami, klomby i boczne placyki. Ogród przecinała gęsta sieć alejek.
Ogród został przekształcony na park publiczny w latach 1950–1953 przez Łódzkie Przedsiębiorstwo Ogrodnicze. W tym czasie zmienił się układ przestrzenny parku, celem wprowadzanych zmian było ułatwienie komunikacji pieszej pomiędzy ulicami otaczającymi park. Główna zmiana polegała na utworzeniu dwóch szerokich, prostopadłych do siebie alei – pierwszej łączącej ulicę 8 marca (dziś Tymienieckiego) z ulicą Kilińskiego i drugiej, stanowiącej przedłużenie ulicy Targowej.
W parku rośnie ok. 450 drzew i krzewów 67 różnych gatunków, wśród nich 20 uznano za pomniki przyrody. Najstarsze z drzew liczą sobie około 130 lat.